# Anders Bodelsen
Anders Bodelsen, född 11 februari 1937 i Frederiksberg i Köpenhamn, död 17 oktober 2021, var en dansk författare.
Bodelsen studerade juridik, ekonomi och litteratur vid Köpenhamns universitet och arbetade samtidigt som frilansjournalist. 1963–1965 var han redaktör för tidskriften Perspektiv. Mellan åren 1964 och 1967 var han medarbetare vid Dagbladet Information och därefter Politiken.